# Jean-Pierre Guéron
Jean-Pierre Guéron (* 24. August 1944 in Genf) ist ein ehemaliger Schweizer Eisschnellläufer.
Guéron, der für den CP Genève startete, nahm von 1960 bis 1964 an nationalen Wettbewerben teil. International startete er nur bei den Olympischen Winterspielen 1964 in Innsbruck, wobei er den 53. Platz über 1500 m und den 43. Platz über 500 m errang.

## Persönliche Bestzeiten
| Disziplin | Zeit       | Datum           | Ort   |
| --------- | ---------- | --------------- | ----- |
| 500 m     | 43,5 s     | 4. Januar 1964  | Davos |
| 1000 m    | 1:41,8 min | 22. Januar 1961 | Davos |
| 1500 m    | 2:26,7 min | 17. Januar 1964 | Davos |
| 3000 m    | 5:32,0 min | 26. Januar 1963 | Basel |
| 5000 m    | 9:18,2 min | 17. Januar 1964 | Davos |